# Chiridius poppei
Chiridius poppei är en kräftdjursart som beskrevs av Giesbrecht 1892. Chiridius poppei ingår i släktet Chiridius och familjen Aetideidae. Inga underarter finns listade i Catalogue of Life.